# Тарасов, Константин Николаевич
Константин Николаевич Тарасов (11.05.1919 — 06.03.1945) — командир отделения охраны штаба 20-й мотострелковой бригады, старший сержант, Герой Советского Союза (1945, посмертно). Герой Советского Союза.

## Биография
Родился 11 мая 1919 года в селе Ведрец ныне Камбарского района Удмуртии в крестьянской семье. Окончил 6 классов, работал в колхозе. В 1937 году окончил курсы судоводителей, работал рулевым катера на строительстве Рыбинской ГЭС в Ярославской области.
В октябре 1939 году был призван в Красную Армию Рыбинским райвоенкоматом. Участник советско-финской войны 1939—1940 годов. На фронте в Великую Отечественную войну с сентября 1942 года. Член ВКП(б) с 1944 года. Особо отличился на завершающем этапе войны, в боях за город Губен.
6 марта 1945 года в районе северо-восточнее города Губен под натиском врага расчёты 296-го легкоартиллерийского полка отошли с занимаемых позиций на стратегически важной высоте, оставив орудия. Старший сержант Тарасов со взводом пехотинцев контратаковал противникам и восстановил положение на этом участке. Он первый ворвался в немецкую траншею. В разгар схватки Тарасов был ранен, но не покинул поле боя, наскоро сделав перевязку, он снова пошёл в бой. В рукопашной схватке был вторично ранен. Но и на этот раз остался в строю. Взвод под командованием старшего сержанта Тарасова отбил несколько атак противников. В одной из схваток Тарасов погиб. Похоронен в городе Губин.
Указом Президиума Верховного Совета СССР от 27 июня 1945 года за образцовое выполнение заданий командования и проявленные мужество и героизм в боях с немецко-вражескими захватчиками старшему сержанту Тарасову Константину Николаевичу посмертно присвоено звание Героя Советского Союза.
Награждён орденами Ленина, Отечественной войны 2-й степени, медалью.
В городе Рыбинске на улице имени Героя установлена мемориальная доска.